# Хаджоайка
Хаджоайка (рум. Hagioaica) — село у повіті Димбовіца в Румунії. Адміністративно підпорядковане місту Тіту.
Село розташоване на відстані 50 км на північний захід від Бухареста, 29 км на південь від Тирговіште, 142 км на схід від Крайови, 109 км на південь від Брашова.

## Населення
За даними перепису населення 2002 року у селі проживали 373 особи, усі — румуни. Усі жителі села рідною мовою назвали румунську.